# Marcin Napiórkowski
Marcin Andrzej Napiórkowski (ur. 1985) – polski semiotyk kultury, doktor habilitowany nauk humanistycznych, wykładowca Instytutu Kultury Polskiej Uniwersytetu Warszawskiego, publicysta, od 2024 p.o. dyrektora Muzeum Historii Polski.

## Życiorys
Absolwent IX Liceum Ogólnokształcącego im. Klementyny Hoffmanowej w Warszawie. Uzyskał tytuł magistra kulturoznawstwa w Instytucie Kultury Polskiej UW w 2006 oraz magistra socjologii w Instytucie Stosowanych Nauk Społecznych UW w 2008 (oba dyplomy z wyróżnieniem). Doktoryzował się w Instytucie Filozofii i Socjologii PAN w 2010 na podstawie rozprawy Modalność estetyczna dyskursu jako narzędzie diagnozy przemian kultury, której promotorem był Zbigniew Kloch. Habilitował się w Wydziale Polonistyki UW w 2015 na podstawie rozprawy Władza wyobraźni. Kto wymyśla, co zdarzyło się wczoraj?. We wrześniu 2024 został pełniącym obowiązki dyrektora Muzeum Historii Polski.
Prowadzi autorski blog Mitologia współczesna. Publikuje w „Tygodniku Powszechnym”, „Krytyce Politycznej”, „Więzi”, „Znaku” i „Gazecie Wyborczej”.
Współtworzył (jako pomysłodawca, scenarzysta i autor tekstów piosenek i szkiców linii wokalnych) musical 1989.

## Wybrane publikacje
- Marcin Napiórkowski: Mitologia współczesna: relacje o poczynaniach i przygodach krajowców zamieszkałych w globalnej wiosce. Warszawa: Wydawnictwa Uniwersytetu Warszawskiego, 2013, s. 324. ISBN 978-83-235-1120-5.

- Maciej Czeremski, Konrad Dominas, Marcin Napiórkowski: Mit pod lupą. Cz. 2. Kraków: Wydawnictwo Libron, 2013, s. 134. ISBN 978-83-64275-45-6.
- Marcin Napiórkowski: Władza wyobraźni. Kto wymyśla, co zdarzyło się wczoraj?. Warszawa: Wydawnictwa Uniwersytetu Warszawskiego, 2014, s. 382. ISBN 978-83-235-1241-7.
- Marcin Napiórkowski: Powstanie umarłych: historia pamięci 1944–2014. Warszawa: Wydawnictwo Krytyki Politycznej, 2016, s. 471. ISBN 978-83-65369-24-6.
- Marcin Napiórkowski: Mitologia współczesna. Wyd. 2. zmienione, rozszerzone. Warszawa: PWN, 2018, s. 382. ISBN 978-83-01-20090-9.
- Marcin Napiórkowski: Kod kapitalizmu. Jak gwiezdne wojny, Coca-cola i Leo Messi kierują Twoim życiem. Warszawa: Wydawnictwo Krytyki Politycznej, 2019, s. 304. ISBN 978-83-66232-06-8.
- Marcin Napiórkowski: Turbopatriotyzm. Wołowiec: Wydawnictwo Czarne, 2019, s. 320. ISBN 978-83-8049-901-0.
- Marcin Napiórkowski: Naprawić przyszłość. Dlaczego potrzebujemy lepszych opowieści, żeby uratować świat. Kraków: Wydawnictwo Literackie, 2022, s. 472. ISBN 978-83-08-07652-1.